# Caboverdea
Caboverdea är ett släkte av kackerlackor. Caboverdea ingår i familjen småkackerlackor.
Kladogram enligt Catalogue of Life:
| Caboverdea | \| \| Caboverdea chevalieri \| \| \| \| \| \| Caboverdea cincta \| \| \| \| |
|            | \| \| Caboverdea chevalieri \| \| \| \| \| \| Caboverdea cincta \| \| \| \| |
|            | Caboverdea chevalieri                                                       |
|            |                                                                             |
|            | Caboverdea cincta                                                           |
|            |                                                                             |